# Michael McKean
Michael McKean, född 17 oktober 1947 i New York, är en amerikansk skådespelare, komiker, manusförfattare, kompositör, sångare och musiker. Han fick sitt genombrott i rollen som Lenny i Laverne & Shirley och spelade och sjöng i det fiktiva rockbandet Spinal Tap i mockumentären med samma namn. Han spelar även Chuck McGill i Better Call Saul. Sedan 1999 är han gift med Annette O'Toole.

## Filmografi (urval)
- 1979 – 1941 – Ursäkta, var är Hollywood?
- 1981 – Fridays (gästprogramledare)
- 1984 – This Is Spinal Tap (även manus)
- 1984–1995 – Saturday Night Live (TV-serie)
- 1985 – Clue – Mordet är fritt
- 1986 – Jumpin' Jack Flash
- 1987 – Raka spåret till Chicago
- 1988 – Kroppskontakt av värsta graden
- 1992 – Den osynlige mannen
- 1992 – A Year and a Half in the Life of Metallica
- 1992 – Par i trubbel
- 1992 – Simpsons, avsnitt The Otto Show (gäströst i TV-serie)
- 1994 – Airheads
- 1996 – Jack
- 1997 – Katten också
- 1997 – Inget att förlora
- 1997 – Zork: Grand Inquisitor (röst i datorspel)
- 1998 – Små soldater (röst)
- 1998–2002 – Arkiv X (TV-serie)
- 1999 – Simpsons, avsnitt Monty Can't Buy Me Love (gäströst i TV-serie)
- 1999 – Här är ditt liv, Cory, avsnitt State of the Unions (gästroll i TV-serie)
- 1999 – Killing Mrs. Tingle
- 2000 – Best in Show
- 2000 – Little Nicky
- 2002 – Slap Her... She's French
- 2002 – Ringaren i Notre Dame II (röst)
- 2002 – Justice League Unlimited (TV-serie) (röst)
- 2003 – A Mighty Wind
- 2005 – The Producers
- 2009 – Whatever Works
- 2012–2013 – Happy Endings (TV-serie) (två avsnitt)
- 2015–2022 – Better Call Saul (TV-serie)
- 2019 – Good Omens (TV-serie)
- 2020 – Grace and Frankie (TV-serie)
- 2021 – My Little Pony: En ny generation (röst)
- 2025 – Spinal Tap II: The End Continues